# تیپراناویر
تیپراناویر (انگلیسی: Tipranavir, TPV یا Tipranavir disodium)، یک مهار کننده پروتئاز غیر پپتیدی (PI) است که توسط شرکت دارویی بوهرینگر اینگلهایم با نام تجاری Aptivus تولید می‌شود. این دارو با ریتوناویر در درمان ترکیبی برای درمان عفونت ایدز تجویز می‌شود.
تیپراناویر توانایی مهار تکثیر ویروس‌هایی را دارد که نسبت به سایر مهارکننده‌های پروتئاز مقاوم هستند و برای بیمارانی که به درمان‌های دیگر مقاوم هستند توصیه می‌شود. به نظر می‌رسد مقاومت به تیپراناویر به جهش‌های متعددی نیاز دارد. تیپراناویر در ۲۲ ژوئن ۲۰۰۵ توسط سازمان غذا و داروی آمریکا (FDA) تأیید شد و در ۲۴ ژوئن ۲۰۰۸ برای استفاده کودکان تأیید شد.
تیپراناویر تنها باید همراه با ریتوناویر و سایر داروهای ضد رتروویروسی مصرف شود و برای بیماران مبتدی درمان پذیرفته نیست. این دارو مانند لوپیناویر و آتازاناویر، بسیار قوی است و در درمان نجات بیماران مبتلا به مقاومت دارویی مؤثر است. با این حال، عوارض جانبی تیپراناویر ممکن است شدیدتر از سایر داروهای ضد رتروویروسی باشد. برخی از عوارض جانبی شامل خونریزی مغزی، هپاتیت، نارسایی کبدی، هیپرگلیسمی و دیابت شیرین است. همچنین ثابت شده‌است که این دارو باعث افزایش کلسترول تام و تری‌گلیسیرید می‌شود.
برچسب گذاری Aptivus دارای هشدار جعبه سیاه در مورد سمیت کبدی و خونریزی مغزی است.